# Seleção Listenstainiana de Voleibol Masculino
A seleção de voleibol masculino de Liechtenstein é uma equipe europeia composta pelos melhores jogadores de voleibol de Liechtenstein. A equipe é mantida pela Federação de Voleibol de Liechtenstein (Liechtensteiner Volleyball Verband). A equipe não consta no ranking mundial da FIVB segundo dados de 4 de janeiro de 2012.